# (2474) Ruby
(2474) Ruby es un asteroide perteneciente al cinturón de asteroides, descubierto el 14 de agosto de 1979 por Zdeňka Vávrová desde el Observatorio Kleť, České Budějovice, República Checa.

## Designación y nombre
Designado provisionalmente como 1979 PB. Fue nombrado Ruby en homenaje a "Ruby" el perro de la descubridora.